# بنار شهدالي (تشين)
بنار شهدالي (بالفارسية: بنارشهدالی) هي قرية تقع في إيران في قسم تشین الريفي. يقدر عدد سكانها بـ 27 نسمة .